# Hudson's Bay Company
Hudson's Bay Company (HBC eller H.B.C.:iii ) er det ældste aktieselskab i Canada (og Nordamerika), idet det blev dannet den 2. maj 1670, og det er også et af verdens ældste stadig aktive selskaber. HBC's initialer oversættes i sjov ofte til Here Before Christ (Her før Kristus).
Fra det mangeårige hovedkvarter i York Factory ved Hudsonbugten (styret fra London) kontrollerede selskabet i flere århundreder pelshandelen i meget af det britisk-kontrollerede Nordamerika, foretog tidlig udforskning:260  og fungerede som de facto-regering i mange områder på kontinentet, før de første hvide bosættelser i større stil fandt sted.
Selskabets handlende og pelsjægere kom i kontakt med mange grupper af indianere fra 1670 og til sidst i 1800-tallet.:9  Dets netværk af handelsstationer udgjorde grundstammen for de senere officielle myndigheder i mange dele af det vestlige Canada. Kompagniet var dermed en vigtig faktor i udviklingen af Canada;:9  en udvikling der bl.a. fik afgørende betydning for netop HBCs indfødte leverandører af pelse og skind.
I slutningen af det 19. århundrede blev dets enorme territorium den største del af det nydannede Dominion of Canada, hvor selskabet var den største private jordbesidder. Med nedgangen af pelshandelen udviklede selskabet sig til en merkantil virksomhed, der solgte livsvigtige varer til bosættere i det vestlige Canada.
I dag er virksomheden bedst kendt for sin varehuskæde i Canada og USA.

## Glimt af HBCs historie

### HBC – de første 100 år
Med en kongelig bevilling fra den 2. maj 1670 udstedt af kong Charles 2. samlede HBC sine aktiviteter til netop Hudson Bay de første 100 år. Med bevillingen fulgte retten til at regere over:7  og stå for al handel i de enorme landområder gennemløbet af floder, der mundede ud i bugten. Området blev navngivet Rupert's Land.:10  Territoriet var næsten uudforsket af de hvide og ikke klart afgrænset,:17  og så var det allerede under kontrol af en række indfødte nationer. Med tiden ville der blive stillet kritiske spørgsmål til, hvor langt kompagniets lovgivende og dømmende magt gik,:15  og både i England og i Canada ville dets vidtstrakte handelsmonopol komme under angreb.:43 
Pelskompagniets handelsstationer lå ved flodudløbene i Hudson Bay. Indfødte længere inde i landet måtte finde frem til handelsstederne dér for at afsætte deres skind og huder.:9  Albany Factory lå ved Albany River i Ontario.:11  York Factory lå ved udløbet af Nelson River, Manitoba, og det blev især opsøgt af woodland crees i kanoer, der byttede skind til bl.a. skydevåben og metalredskaber.:5  Faktoriets udvalg af varer fik dog andre indianere 39 dagsrejser borte til at gøre byttehandler i det i 1715; ikke andre stammefolk var kommet så langvejsfra det år.:18 
Skærpet konkurrence efter midten af 1770erne, især fra det nydannede North West Company, fik HBC til aktivt at opsøge deres kunder eller ligefrem etablere sig i disses territorier.:9 

### HBC udvider vestpå
Fra 1774 og ind i det næste århundrede var HBC til stede langt vestpå i Canada med vidt spredte handelsstationer op langs navnlig Saskatchewan River og ind i Rocky Mountains bjergdale.:18  Handelsstationerne eksisterede i kortere eller længere tid alt efter, hvordan handelen gik, og om f.eks. fjendtlige gros ventres angreb dem og brændte dem ned som det skete med South Branch House i 1794.:33  Af de bedre kendte handelshuse er Cumberland House (1774-?), Buckingham House (1792-1800) og Manchester House (1786-1793). Acton House (1799-1821) ved Upper North Saskatchewan River lå mere end 1.500 kilometer fra York Factory.:2 
Omkring 1.100 kilometer sydvest for Albany Factory byggede kompagniet Brandon House ved Assiniboine River, Manitoba, i 1793. Herfra sendte handelsstationen pelsopkøbere med varer over land ned til de byboende hidatsaer og mandaner ved Missouri River mere end 200 kilometer borte.:11  Dette område (senere en del af North Dakota) kom i USA's besiddelse i 1803, og det engelske HBC stoppede sin tilstedeværelse blandt byindianerne i 1818.:39 

### HBC i 1800-tallet
HBC så et næsten uprøvet marked vest for Rocky Mountains straks i 1800-tallet og opførte bl.a. et par handelsstationer i det nordvestlige Montana fra 1810.:52 
I 1811 udnyttede kompagniet sin ret over Rupert’s Land til at lade Lord Selkirk overtage 116.000 miles² land ved Red River of the North for 10 shillings, så han kunne oprette Red River Kolonien.:39 
HBC overtog North West Company i 1821 efter årtier med modvilje, voldelige konfrontationer:51  og indædt konkurrence.:9  Hvor det ene pelskompagni havde bygget en handelsstation i vildmarken, opførte den anden gerne en tæt ved i håb om, de indfødte ville afsætte deres pelse hos dem.:Map 2  I 1795 havde de to pelskompagnier tilsammen stået for opkøbet af ni ud af ti skind i Canada,:8  og ved sammensmeltningen i 1821 fik HBC i praksis monopol på pelshandelen langt vestpå.:10  Først efter 1862 og oprettelsen af et udstrakt vejnet, så kompagniet sig nødt til at reagere på konkurrencen fra flere uafhængige pelsopkøbere.:10 
Rocky Mountain House, overtaget fra North West Company, eksisterede fra 1821 til 1834, da det blev erstattet af et nyt Rocky Mountain House,:127  der var i drift til 1874.:2  Fort Connah (1847-1871) i Montana skulle prøve at tiltrække bl.a. pend d’oreilles og var HBCs sidste handelsstation på amerikansk jord.:72  En anden af flere handelsstationer var Fort Victoria ved North Saskatchewan River. Fortet var i brug fra 1864 til 1897 med midlertidige lukninger efter 1873.:11  Da stod hele pelshandelen foran et kollaps,:17  der i vid udstrækning var fremkaldt af pelskompagnierne selv:104  med deres uhæmmede konkurrence uden tanke for effekten på vildt-bestandene.:15 
Efter årelange treparts-forhandlinger mellem den britiske - og den canadiske regering samt HBC:93  afstod kompagniet retten til Rupert’s Land til Canada den 1. december 1869 for en sum af 300.000 pund. Dermed mistede kompagniet sin politiske indflydelse,:94  mens den canadiske regering styrkede sin betragteligt.

## Aspekter af handelen før år 1900
HBCs handels-aktiviteter på det nordamerikanske kontinent var styret af dets ledende folk i London de første århundreder.:9  Lederen af et faktori ved Hudson Bay bar titlen Chief Factor (overfaktor),:18  mens den daglige leder af en mindre handelsstation blev tituleret Factor (faktor) eller Clerk (ekspedient). Faktoren havde gerne sin familie med i handelsstationen,:18  og det samme var tilfældet for nogle af de andre ansatte.:19  Ved siden af flere arbejdsmænd til forefaldende arbejde havde en handelsstation sædvanligvis brug for en skrædder og gennem kortere eller længere tid f.eks. også tømrere, bådebyggere og måske en bødker.:19 
Handelsstationerne på prærien sendte ordrelister til England gennem det faktori, de var tilknyttet. Herfra blev de ønskede varer fragtet over Atlanten til Hudson Bay med skib.:96  Hvert faktori ved bugten fungerede som både et centralt depot og lager, hvorfra varerne blev fordelt til de mindre og vidt spredte handelsstationer i dets ansvarsområde.:11  Transporten foregik ofte ad vandvejene og længe med enten birkebarks-kanoer eller både, men med tiden også med dampdrevne både på sejlbare søer og floder.:17  Hvor og når det var praktiskt, kom heste i brug til forskellige formål, hvis handelsstationerne ellers rådede over nogle.:302  I 1810 stjal forskellige indianske krigsgrupper 650 af HBCs pak- og ridedyr alene i området omkring North Saskatchewan River.:83 
Med friske forsyninger af bl.a. tæpper i flere kvaliteter, strudsefjer, krudt:246  samt geværer i tre længder,:248  kobbergryder:171  og pander, tobak:249  og tomahawk-piber,:265  perler,:245  elfenbens-kamme, engelsk brændevin:326  og Leeward Island rom,:328  samt rød kropsfarve:247  var handelsstationerne klar til at friste deres indfødte kunder.
Kompagniet var interesseret i pelse af f.eks. bæver, moskusrotte, odder og rød - :94  og sort ræv samt hjorteskind.:261  En cree måtte give 14 bæverskind for et gevær i 1766, mens en stor gryde stod i otte skind.:19  I 1795 var HBC stærkt i tvivl om, hvorvidt bisonskind var værd at investere i.:59  I 1856 opkøbte kompagniet 15.500 stykker.:105 
Handelsstationerne stod for indførelsen og præsentationen af varer i høj kurs hos de indfødte, men de var til gengæld ofte afhængige af disses ekspertise og samarbejde på andre områder. En faktor måtte gerne forhandle med de lokale indianere om indkøb af proviant som tørret kød (pemmikan):12  eller tørrede laks til de ansatte og deres familier.:259  Uden en indiansk jæger ansat ved en handelsstation var denne i fare for at lide under manglen af fersk kød.:34  Nogle handelsstationer betalte de indfødte for f.eks. birkebark i ruller til bygning af kanoer.:14 
Hvert forår sendte handelsstationerne årets erhvervede pelse østpå. Efter at være nået frem til det nærmeste faktori ved Hudson Bay, fragtede ocean-gående skibe dem helt til Europa med salg og profit for øje.:21 

## Det moderne HBC
HBC har over 200 stormagasiner i Canada og USA, og selskabet har hovedkontorer i både Toronto og New York.